# Renaut-Körperchen
Renaut-Körperchen sind 2 bis 130 µm lange, zigarrenförmige Aussackungen, die direkt unterhalb des Perineuriums eines Nervs liegen. Sie bestehen aus kollagenfreiem Bindegewebe und Oxytalin-Fibrillen. Sie werden gelegentlich in normalen Nerven beobachtet und besitzen keine pathologische Relevanz.